# Grote Boeddha van Rongxian

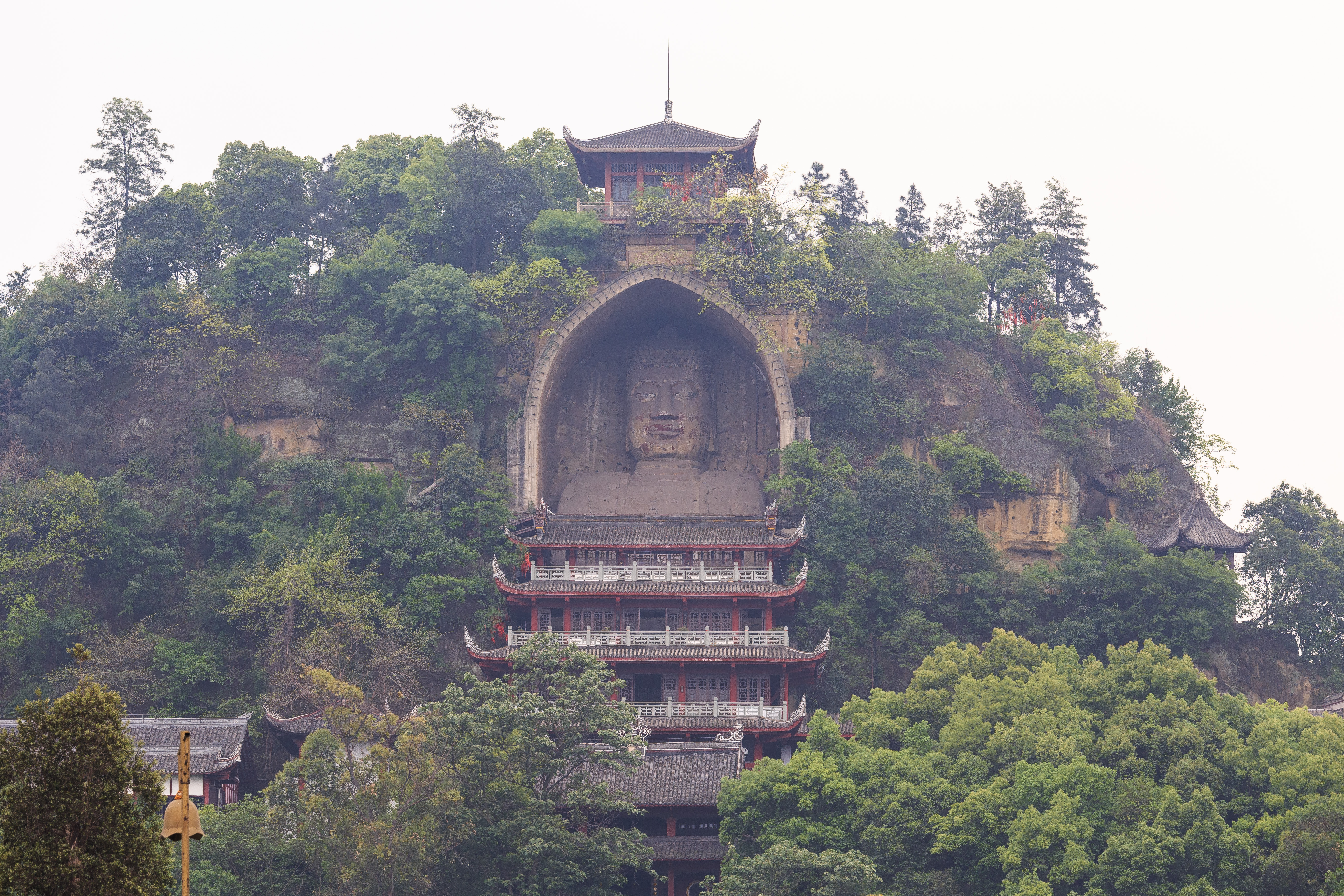
de Grote Boeddha van Rongxian in 2014

De Grote Boeddha van Rongxian is een kolossaal standbeeld in de stad Rongxian in het oostelijke deel van de Chinese provincie Sichuan. Het Boeddhabeeld is uitgehouwen uit de rotswand van een stenen heuvel ten noorden van deze plaats, waarover het uitkijkt. Het beeld kijkt tevens uit over de rivier Rongxi. De Boeddha bevindt zich op 414 meter boven zeeniveau.
Het standbeeld staat op ongeveer 90 kilometer ten oosten van de Grote Boeddha van Leshan en een nabije grote stad is Zigong.

## Geschiedenis
De bouw startte rond 817 door Chinese monniken tijdens de Tang-dynastie.
Met het standbeeld werd er ook een drainagesysteem aangelegd dat nog steeds functioneert. Het omvat afvoerbuizen die op verschillende plaatsen in het lichaam zijn uitgehouwen om het water na de regen weg te voeren om verwering te verminderen.
Toen de Grote Boeddha werd uitgehouwen, werd er een enorme houten structuur van tien verdiepingen met vijf daken gebouwd om hem te beschermen tegen regen en zon. Deze structuur is nog steeds aanwezig.
Reeds vanaf het einde van de jaren 1870 was het standbeeld bekend bij westerlingen toen Edward Colborne Baber (een Britse reiziger) door een onbekende Russische reiziger over het bestaan was verteld. Het was echter pas in 1910 dat Roger Sprague (afgestudeerd aan de American University) het bezocht. Hij constateerde dat het figuur volgens hetzelfde plan was gebouwd als de Grote Boeddha van Leshan. De bovenste helft van de heuvel was een zandstenen klif waarin een nis van 15 meter breed was uitgehouwen, "waar een centrale kern van steen was uitgehouwen in een figuur zittend in Europese stijl, niet in kleermakerszit zoals Boeddha zo vaak wordt voorgesteld. Daar zit hij, grimmig starend naar het pannendak van de stad die voor hem ligt".

## Degradatie
De Grote Boeddha van Rongxian is aangetast door de luchtvervuiling die voortvloeit uit de ongebreidelde ontwikkeling in de regio. De regering heeft restauratiewerkzaamheden beloofd.

## Standbeeld
Het standbeeld is 36,67 meter hoog en toont een zittende Maitreya Boeddha met zijn handen op zijn knieën. Zijn hoofd is 8,76 meter hoog en zijn schouders zijn 12,67 meter breed. De knieën zijn 12 meter hoog en de voeten 3,5 meter breed.
Er is een lokaal gezegde: "De berg is een Boeddha en de Boeddha is een berg".
Het tempelcomplex heeft een oppervlakte van ongeveer 80.000 vierkante meter, de tempel en de behuizing rond de Boeddha heeft een oppervlakte van 2000 vierkante meter.

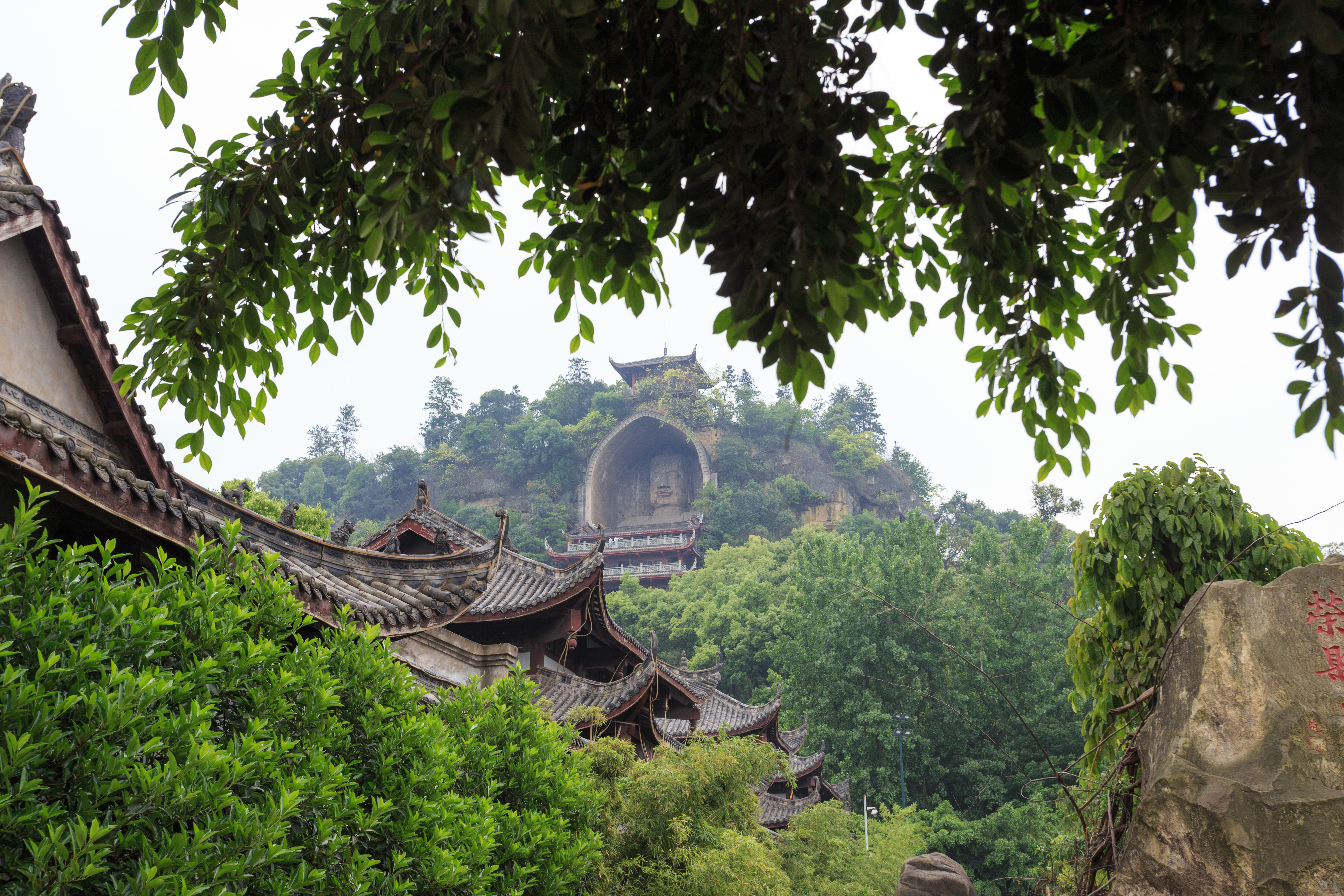
de Boeddha in 2014
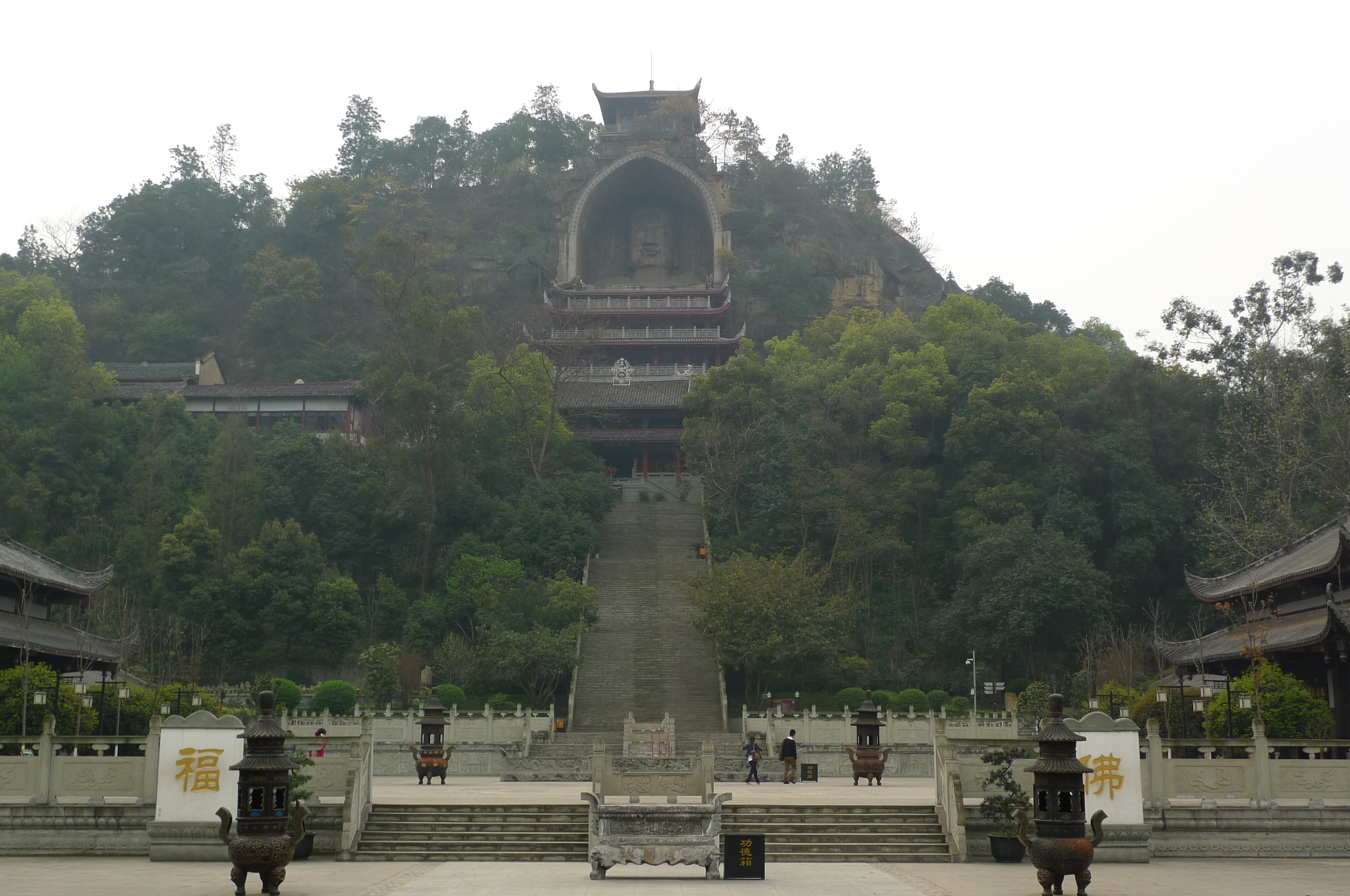
de Boeddha in 2012
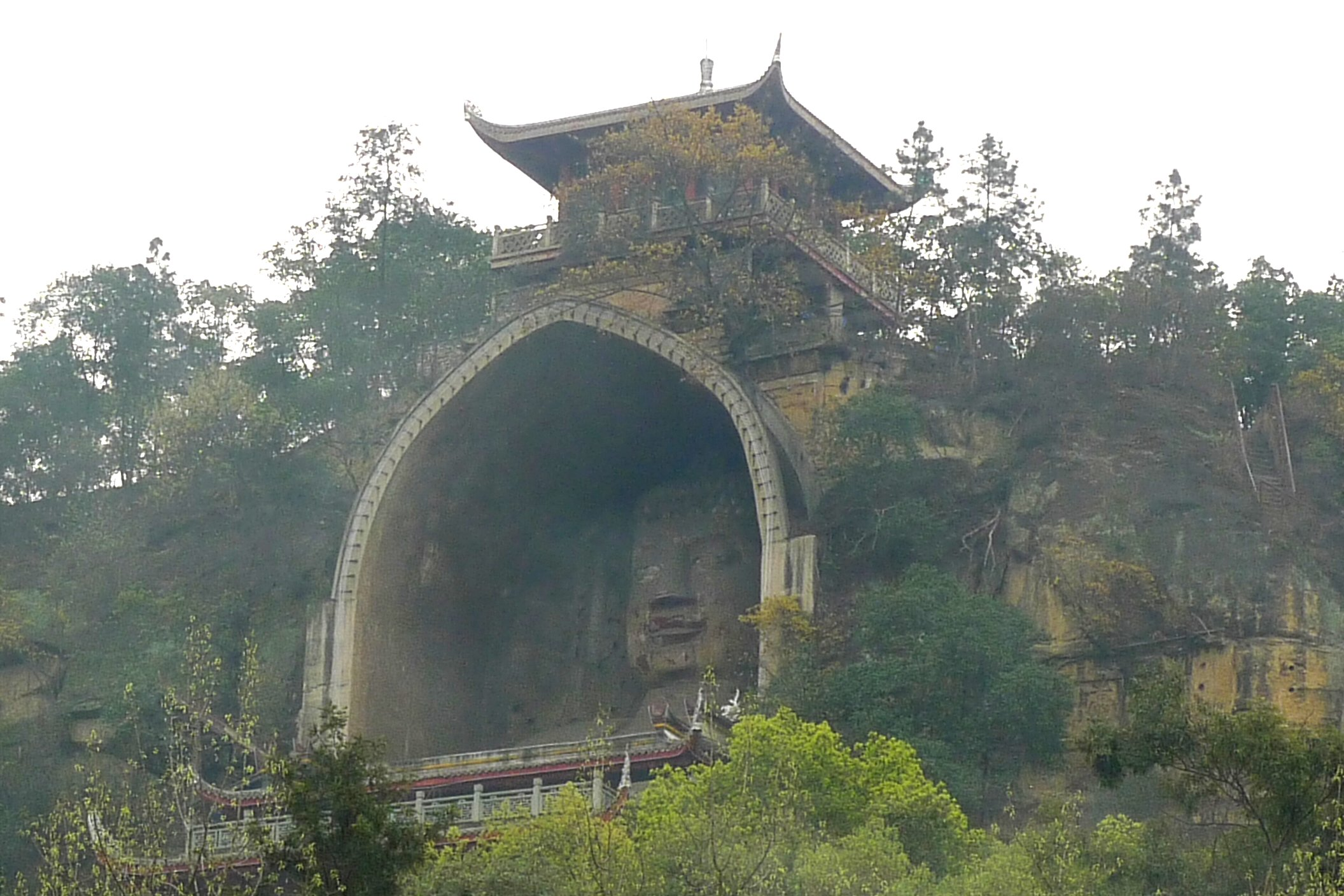
de Boeddha in 2012
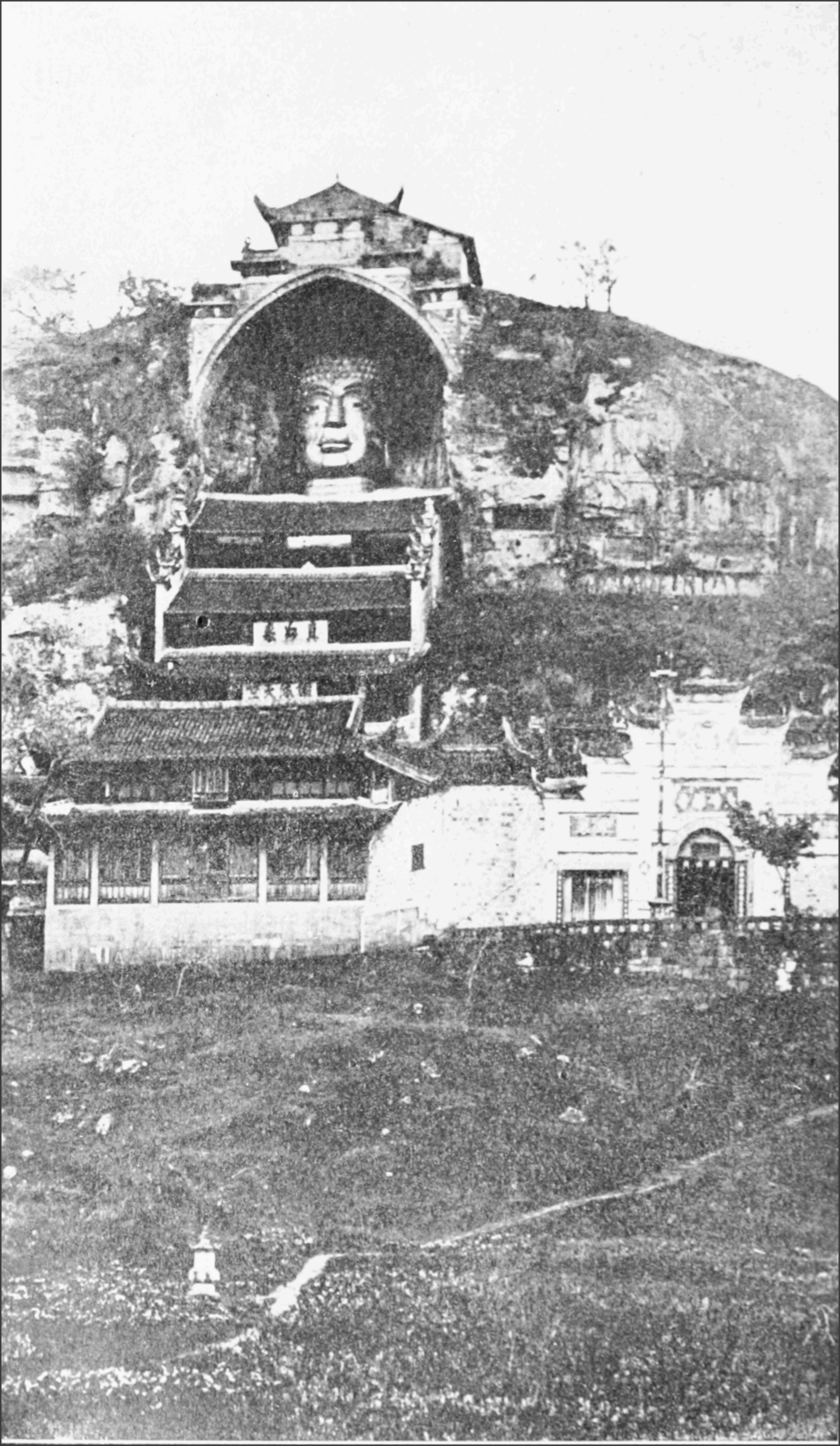
de Boeddha in 1910
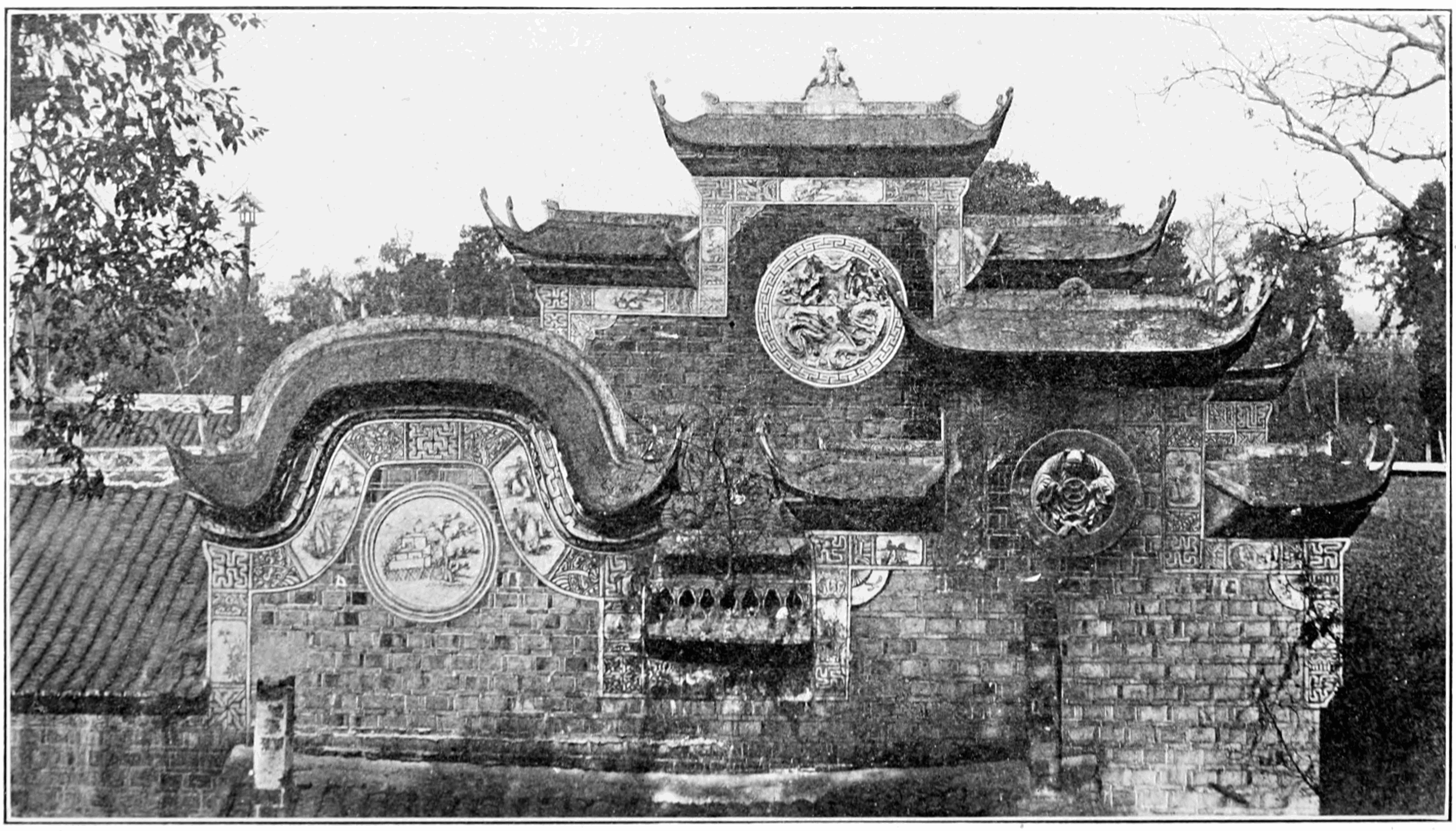
een tempel in Yong-hien, de stad onder de Grote Boeddha in 1910
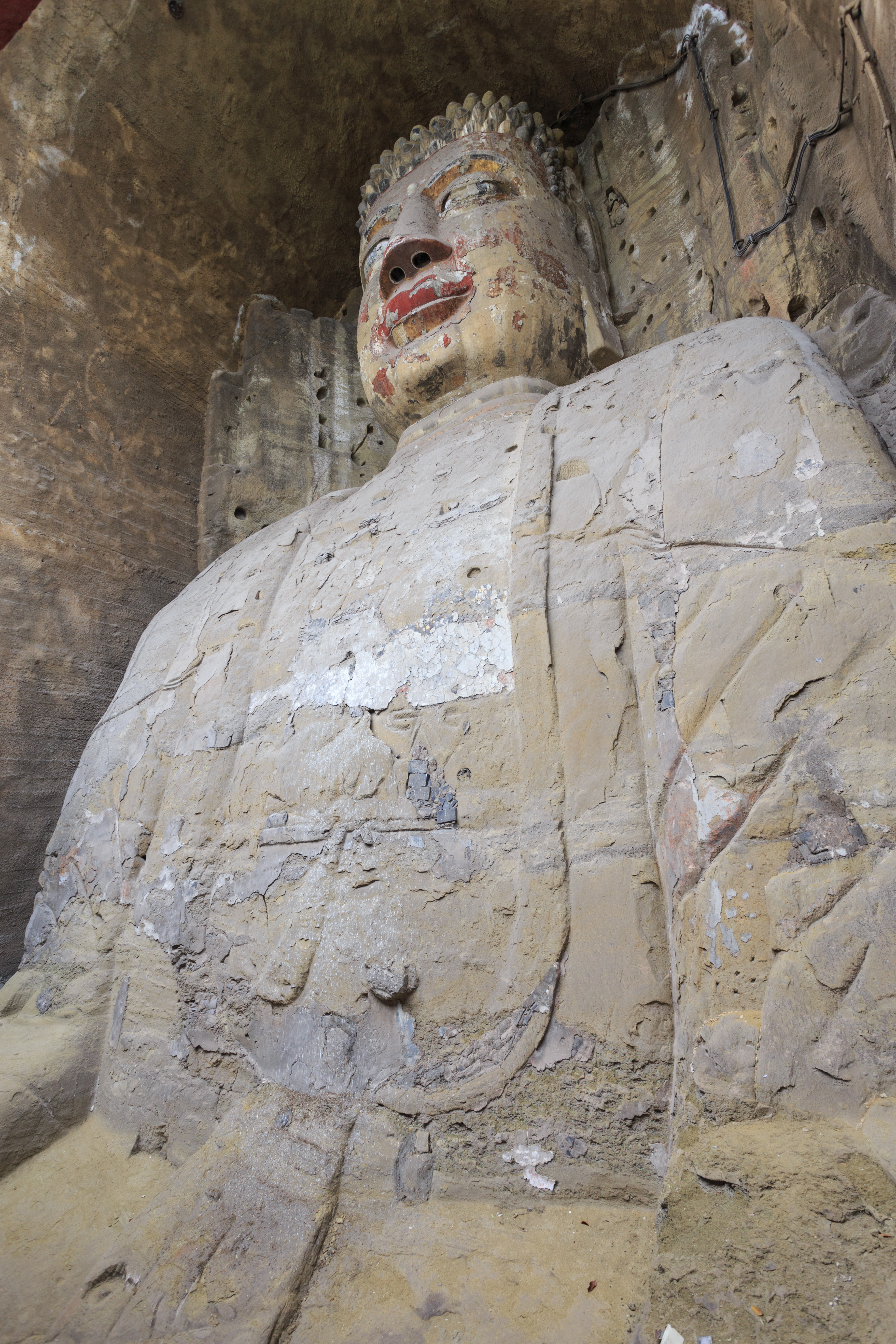
de Boeddha in 2014